# COEIROINK
COEIROINK（こえいろいんく）とは、シロワニさんが開発している無料の音声合成ソフトウェア、もしくは活動の総称である。ソフトウェアは2021年に公開され、ニコニコ動画やYouTubeなどの動画投稿サイトを中心にCOEIROINKを使用した様々なジャンルの動画が投稿されている。

## 概要
2021年に、音声合成ソフトの開発やニコニコ動画での活動を行っているシロワニさんによって個人で開発、リリースされたAIトークソフト。
一次創作のCVとして使用してもらうという目的で作成されている。不定期でアップデートを行っており、2025年8月現在もアップデートが続けられている。
COEIROINKv1は、v0.2.0などのバージョンはVOICEVOXがLGPLであることを受け、ソースコードが公開されている。2025年現在、GitHub上のシロワニさんのアカウントにはvoicevoxリポジトリをフォークしたリポジトリと、その中にCOEIROINK v1.7.1のブランチが存在するが、それ以降のブランチ、及びコミットなどは公開されていない。
COEIROINK側は声を持たない公式キャラクターとその立ち絵を公開しており、好きな合成音声での声当てを行って良い事になっている。

## 特徴
ユーザーが音声ライブラリを「MYCOEIROINK」として作成できることが大きな特徴である。VOICEVOXのような文字単位での細かなイントネーションの調整も可能。また、VOICEVOXとは異なりキャラクターを1体ずつ、更には1スタイルずつ追加及び更新できることも特徴。
2023年9月のv2.1.1アップデートにて、文章単位での手描きによるピッチ調整機能が追加された。これにより、従来の文字単位でのイントネーションの調整よりもより細かい表現が可能となった。
Windows版とmacOS版、後発のLinux版が存在する。Windows版とLinux版ではCPU版とGPU版がある。GPU版は、GPUがCUDA対応かつ、CUDA(推奨は11.8)をインストールしているデバイスでのみ使用可能。また、推奨VRAMは3GB以上。AMDのGPU(Radeonなど)は対応していない。
macOSではIntel CPU版とAppleSilicon(arm)版がある。
VOICEVOXと比較するとエンジンや音声ライブラリのサイズが大きく、COEIROINKv2.0.1ではWindows GPU版のダウンロードサイズが約2GB、展開後のサイズが約6GBとなる。音声ライブラリは一モデルあたり364MBほどとされている。
COEIROINKはローカル上に作成したAPIサーバーをGUI側から操作して動作している。そのため、GUIを使用せずにAPIを直接使用することが可能である。

## 主な出来事
COEIROINKのリリースノートはダウンロードページの下部に表記されている。

### 2021年
5月17日、COEIROINKの前身である『シロワニさんのつくよみちゃんトークソフト』が発表された。
11月19日、初版であるCOEIROINKv0.0.1がリリースされた。
12月25日、COEIROINK初の公式動画、『【COEIROINK】無料AIトークソフトを作ってみた』がニコニコ動画上に公開された。2日後の27日にはYouTube上にも同じ動画が投稿された。

### 2022年
2月26日、COEIROINKv1.0.0が公開され、音質が24Hz → 44.1kHzとなるなど、主要な変更が加えられた。
4月2日、MYCOEIROINK機能が公開された。
春、「ニコ動アワード2022春」にて、ニコニコ動画にアップロードされた動画、『【COEIROINK】無料AIトークソフトを作ってみた』が技術、工作ランキングの3位にランクインした。
8月、利用規約を緩和。COEIROINKソフトウェアを使用してUTAU用の音声ライブラリを作成することも可能になった。

### 2023年
4月22日、COEIROINK公式サイトがリニューアルされた。
6月20日、COEIROINKがCOEIROINKv2として正式リリースされ、UIの一新などが行われた。
7月11日、ソフトウェアの開発者であるシロワニさんがゲストとして月刊ニコニコインフォに出演し、COEIROINKについての話を行った。
10月、公式サイトのMYCOEIROINKページのMYCOE数が200を突破した。
11月18日~20日の3日間、COEIROINK投稿祭2023が開催された。

### 2024年
7月、COEIROINKのLinux版がリリースされた。
7月5日~6日の2日間、非公式の、COEIROINK公式が参加するオンライン同人即売会「コエイロパレード2024」が開催された。COEIROINK公式からは非公式という形で同人誌が販売された。
11月16日~25日、COEIROINK投稿祭2024が開催された。

### 2025年
1月、利用規約を一部緩和。COEIROINKを使用した楽曲の配信サービスへの登録の場合、COEIROINK運営と音声提供者の許諾した場合クレジット表記が免除されるという項を追加。
2月ごろ、COEIROINKの公式YouTubeチャンネルの登録者数が1万人を突破した。
3月ごろから、公式サイト上にCOEIROINKソフトウェアのヘルプページが作られている。
4月1日、エイプリルフール企画としてCOEIROINKv2025.4.1をリリース。概ね正式バージョンと同じように動作するが、音声を生成した際に1/10の確率で『超COEIRO RUSH（純増約9枚）に突入する』(ソフトウェア上で1分17秒間、COEIROINKを使用した動画が流れる)という要素を含んでいる。
7月5日~6日の2日間、非公式の、CORIOINK公式が参加するオンライン同人即売会「コエイロパレード2025」が開催された。COEIROINK公式からは「〜 Kanata Memories 〜」というWindowsとmacOS向けのノベルゲームが販売された。

## COEIROINKv2
2023年6月、COEIROINKv2がリリースされた。COEIROINKv1はVOICEVOXのUIを利用したVOICEVOX系のソフトウェアであったがCOEIROINKv2では独自開発のUIとなり、VOICEVOX系ソフトウェアではなくなった。

シロワニさんはCOEIROINKをv2にした理由について、以下のように発言している。
VOICEVOXは活発なOSSということもあり、開発速度がとても速く、私の能力の低さから、VOICEVOXのアップデートに追従するときにバグの混入させてしまうことが多々ありました。
また、APIに関しても、VOICEVOXはf0も含めてAPIで推論するのに対し、テキスト情報だけで推論するCOEIROINKでは、どうしても処理を最適化することが難しい状態でした。 
今後の安定性・独自機能の開発速度向上・COEIROINKに最適化された処理を実現するために、このたびは独自UI・APIを導入する決断をとらせていただきました。
実際にVOICEVOXは開発が早く、VOICEVOX ENGINEのバージョン0.14.3が2月22日に公開された後、次期バージョンに当たるVOICEVOX ENGINEのバージョン0.14.4が3月28日に公開と、約1ヶ月で更新されており、COEIROINKの開発速度と比較してもかなり高速だと言える。
また、開発は停止しているものの、COEIROINKv1のダウンロード、使用は2025年現在も可能である。v0から始まるバージョンに関しては、0.2.0のみダウンロードができる。
COEIROINKv1とCOEIROINKv2ではプロジェクトファイルの拡張子などが異なるが、後方互換に対応している。

## MYCOEIROINK
MYCOEIROINK（通称MYCOE）は、ユーザーが作成したCOEIROINK合成音声の総称、またはそれらの機能を指す言葉である。
MYCOEIROINKは公認のCOEIROINK合成音声とは異なりCOEIROINKソフトウェア上からはダウンロードすることができない。使用するにはそれぞれのMYCOEIROINK配布者のもとからダウンロードし、手動でインストールする必要がある。
また、ユーザーはMYCOEIROINKをいくつかのルールにしたがった上で作成、使用条項を添えて配布することができる。
MYCOEIROINK作成のために、Google Colaboratoryで使用可能なノートブックが公開されている。ノートブック上の手順に従いながらセルを実行するだけで作成できるため、プログラミングやディープラーニング等の知識がなくても音声ライブラリを作成することができる。そのため、録音の環境さえあれば音声ライブラリを一日で完成させることも可能としている。また、叫び声などの特殊な音源も作成されている。
2024年12月29日のあみたろとシロワニさんのコラボ配信で、トップページからMYCOEページへの動線の遠さ、「ソフト上からMYCOEの存在が感じられない」などの問題が上がった。その後、配信の１週間後に公開された1月5日のCOEIROINKv2.8.0で、ソフトウェア上にMYCOEページへのリンクが追加された。
2025年8月13日現在、公式サイト上のMYCOEIROINKの配布者リストには484のMYCOEIROINKと合計1409のスタイルがあり、ユーザーはそれらを使用することができる。

## 公式キャラクター
COEIROINKのソフトウェアとは別に、二次創作の助けとしての公式キャラクターが存在する。キャラクターの設定は存在するが、自由に変更して良いことになっている。なお、これらのキャラクターはCOEIROINKソフトウェア上に登場しない。
キャラクターの立ち絵は表情や服装の差分を含んだPSD形式で配布されている。また、ゆっくりMovieMaker4用の動く立ち絵も公開されている。
また、立ち絵としてではなく、アイキャッチなどに使える素材として、透過画像のキャラクターのミニキャラ素材が公開されている。
2025年8月現在、主に3体のキャラクターが存在する。
| キャラクター名   | 立ち絵の公開日 | 備考 |
| ---------------- | -------------- | --- |
| ナコ（NAKO）     | 2021-12-10     | レコと同時に公開。公式の動画内ではMANAの音声が使用されている。 名前はCOEIROINKの「O、N、K、A(Iを2つ合わせてA)」の文字を並び替えたもの。 レコの「「C、O、E、R」と合わせるとCOEIROINKという文字になる。                                                                  |
| レコ（RECO）     | 2021-12-10     | ナコと同時に公開。公式の動画内ではつくよみちゃんの音声が使用されている。 名前はCOEIROINKの「C、O、E、R」の文字を並び替えたもの。 ナコの「O、N、K、A」と合わせるとCOEIROINKという文字になる。                                                                           |
| カナタ（KANATA） | 2022-01-07     | おふとんPの音声ライブラリ公開のタイミングと同時期に公開。公式の動画内ではおふとんPの音声が使用されている。 名前は、INKのIの上に横線をつけてTにし、その「K、N、T」の三文字を使っている。 IをTにする際に使用した横線は、Iを2つ使ってAにした際になかったAの横線部である。 |

2023年7月5日の公式が投稿した動画内で、それぞれのキャラクターの幼少期の立ち絵が使用された。その数日後、同じ立ち絵がPSD形式で公開され、一般ユーザーも使用できるようになった。
2023年8月5日のCOEIROINK公式ライブにて、「システムメンテちゃん」というキャラクターが企画されていたことをシロワニさんが明かしている。また、同ライブ内にて、どこかで登場させたいといった旨の発言をしている。余談だが、公式キャラクターでないにもかかわらず、X上にはシステムメンテちゃんのファンアートが投稿されている。
2023年10月21日のCOEIROINK公式ライブにて、「システムメンテちゃん」のLive2Dモデルがお披露目された。過去のライブではナコの立ち絵が表示されていたが、シロワニさんにとっては『解釈違い』であったため、システムメンテちゃんがシロワニさんの「ガワ」として登場した。また、シロワニさんはこのような形でシステムメンテちゃんが登場したために、「ソフトウェア上に登場させるのが難しくなった」とも語っている。
2023年12月より、システムメンテちゃんの利用規約が公開されている。これによってシステムメンテちゃんの二次創作での扱いは公式キャラクターと同じになった。この利用規約が閲覧できるページは他のキャラクターの利用規約と同じルートに配置されているが、あえて他のキャラクターと異なりページ間を行き来できないレイアウトになっている。

## 公認音声ライブラリ
以下は、ソフトウェア上からダウンロードすることのできる公認音声ライブラリの一覧である。2023年10月現在では、今後も追加される予定である。
2025年8月現在、13キャラクター、計72スタイルが利用可能。
| キャラクター名 | 追加日     | バージョン | 音声データ提供者 | 備考 | スタイル数 |
| -------------- | ---------- | ---------- | ---------------- | --- | ---------- |
| つくよみちゃん | 2021-11-19 | 2.0.0      | 夢前黎           | つくよみちゃんは、「つくよみちゃんプロジェクト」のキャラクター。 | 3個        |
| MANA           | 2021-12-18 | 2.1.0      | 鹿仲茉菜         | MANA（まな）は、VTuber「鹿仲茉菜」の声をもとに作成された合成音声。 かつてはMANAとMANA+の2つに分けられていたが、最新バージョンでは一つの話者に結合されている。                                | 10個       |
| おふとんP      | 2022-01-15 | 2.1.1      | おふとんP        | 「おふとんP」の声をもとに作成された合成音声。 かつてはおふとんP、おふとんP+、おふとんP++、おふとんP+++、おふとんP++++の5つに分けられていたが、最新バージョンでは一つの話者に結合されている。 | 22個       |
| ディアちゃん   | 2022-02-26 | 2.1.0      | 乙倉ゅい         | 「ディアマンテ・プリンシパリティーズ」通称「ディアちゃん」は、「Lusty*Kiss Production」のキャラクター。                                                                                      | 3個        |
| アルマちゃん   | 2022-02-26 | 2.0.0      | 彩夢ひな         | 「アルマジェダーニャ・プルガトリア」通称「アルマちゃん」は、「Lusty*Kiss Production」のキャラクター。                                                                                        | 5個        |
| KANA           | 2020-08-20 | 2.0.0      | 眞中佳奈         | KANA（かな）は、VTuber「眞中佳奈」の声をもとに作成された合成音声。 | 4個        |
| AI声優-朱花    | 2022-10-14 | 2.0.2      | 恋摘 もなか      | AI声優-朱花（えーあいせいゆう あやか）は、「AI声優」のキャラクター。 | 2個        |
| AI声優-青葉    | 2022-10-14 | 2.0.1      | 柴田 征志        | AI声優-青葉（えーあいせいゆう あおば）は、「AI声優」のキャラクター。 | 2個        |
| AI声優-銀芽    | 2022-10-14 | 2.2.0      | バッハa.k.a Mao  | AI声優-銀芽（えーあいせいゆう ぎんが）は、「AI声優」のキャラクター。 | 6個        |
| リリンちゃん   | 2023-03-18 | 2.1.0      | 山田じぇみ子     | 「黒朱乃宮・ティンティナーブルム・リリン」通称「リリンちゃん」は、「Lusty*Kiss Production」のキャラクター。                                                                                  | 4個        |
| AI声優-金苗    | 2023-08-14 | 2.1.0      | 琴香             | AI声優-金苗（えーあいせいゆう かなえ）は、「AI声優」のキャラクター。 | 6個        |
| クロワちゃん   | 2023-11-11 | 2.0.0      | あかしゆき       | 「黒朱乃宮・セプトントリオーネス・ラ・クロワ」通称「クロワちゃん」は、「Lusty*Kiss Production」のキャラクター。                                                                              | 4個        |
| アンジーさん   | 2025-01-24 | 2.0.0      | 御子柴 泉        | 「アンドロマリウス・プルガトリア」通称「アンジーさん」は、「Lusty*Kiss Production」のキャラクター。                                                                                          | 3個        |

これらの音声ライブラリはソフトウェアまたは公式サイトからダウンロードできる。また、公式サイトからは疑問文非対応の旧バージョンをダウンロードすることができる。
以前は各キャラクターがスタイルの数が増えるにつれて異なる話者として分割されていたが、最新版では統合されている。
音声ごとにいくつかのスタイルがあり、喜怒哀楽を表現できるものや声の雰囲気が変わるものなどがある。
一部キャラクターの立ち絵がCOEIROINK公式から公開されており、それらを使用することができる。その他有志による立ち絵や、これらの音声の提供元による立ち絵も存在する。
2023年11月、音声ライブラリ「クロワちゃん」が追加された際、ダウンロードサーバーの高負荷により音声ライブラリのダウンロードができなくなるアクシデントが発生した。同時に、X上での投稿が1000件を超えていた。余談だが、非AIのものを除けば「オホ声」が作成できる合成音声は過去に例がない。

## COEIROINK投稿祭
COEIROINK投稿祭は、COEIROINKのリリース記念に合わせて11月19日前後に行われたCOEIROINKの動画投稿祭である。参加者はニコニコ動画にCOEIROINKの音声が使用された動画を投稿する。
COEIROINKに関わる個人や団体である「シロワニさん」、「絵担当」、「つくよみちゃんプロジェクト」、「MANAさん(鹿仲茉菜)」、「おふとんP」、「Lusty*Kiss Production」、「AI声優」それぞれからの賞や、MYCOEIROINKを使用した動画への、金銀銅の3つの「MYCOE賞」、そして、総合優勝者に送られる「COEIROINK大賞」がある。ただし、つくよみちゃんプロジェクトは作品に優劣をつけないというポリシーがあるため、シロワニさんが審査の代理を務める。
2023年に第一回が、2024年には第二回が開催された。
| 年   | 期間                                       | 投稿動画数(推定) | COEIROINK大賞                             |
| ---- | ------------------------------------------ | ---------------- | ----------------------------------------- |
| 2023 | 2023年11月18日(土)00:00～11月27日(月)23:59 | 608本            | 夜間に人妻をカツアゲしてはならない ○か×か |
| 2024 | 2024年11月16日(土)00:00～11月25日(月)23:59 | 262本            | 【COEIROINK劇場】機械兵と走馬灯           |

この期間に合わせて、2023年の11/18(土)00:00～11/20(月)23:59の間は、ニコニコ動画の提供音声がナコ、レコ、カナタ(CVは公式動画に同じ)になった。2024年の11/16(土)00:00~11/19(火)23:59の間も提供音声が同様に変更された。

## シロワニさんのつくよみちゃんトークソフト
シロワニさんのつくよみちゃんトークソフトは、シロワニさんが開発したトークソフトである。
COEIROINKの前身にあたり、つくよみちゃんの音声を生成することができる。つくよみちゃんの音声を生成する機能を含まないソースコード部分はApache-2.0 Licenseが付与されている。
このソフトウェアにはCOEIROINKのように多機能なGUIはなく、PythonのTkinterで作成されたGUI上で動作する。
以前はGoogle Colaboratory上で動作させるためのリンクが公開されていたが、現在はリンクが無くなっている。これは、Google Colaboratoryのアップデートにより動作しなくなったためである。また、YouTube上に公開されていた動画も、現在は非公開となっている。
Twitter上にはデモ音声があり、聞く事ができる。
Windows上での動作は難しく、✕という表記をされている。

## VOICEVOXとの関係性
最新版のCOEIROINKのバージョンはv2となり独自開発のUIを使用しているが、COEIROINKv1はVOICEVOXのUIを使用しており、VOICEVOXのAPIと互換性のあるAPIを使用していた。そのため、v1系のCOEIROINKはVOICEVOX系ソフトとのマルチエンジン機能に対応しているが、v2ではAPIの仕様が変わり、2025年8月現在マルチエンジン機能に対応していない。しかし、非公式(公認)のブリッジを使用することでマルチエンジン機能を利用することができる。また、v2以降では独自の機能開発のアップデートが増えており、VOICEVOXとの互換性は薄くなっている。
また、VOICEVOXのUIを共有していただけで、音声合成の仕組みは別のものを使用している。
なお、COEIROINKの開発者のシロワニさんとVOICEVOXの開発者のヒホは知り合いであり、知識の共有を行うこともあるようである。

## その他
- COEIROINKの名前の由来は「声色」（こわいろ）と、塗料などの「インク」の単語を繋げたもの。また、「こえいろ」という読み方が辞書的に正しい読み方でないことは開発者も認識しており、読みの"かわいさ"からこのようにしている[86]。
- COEIROINK公式のイラストは、ソフトウェア開発者であるシロワニさんが描いたものではない。 開発やプログラミング、公式の投稿している動画制作を行っている人物（シロワニさん）とイラストを描いている絵担当の人物（よく"COEIROINKさん"と言われる）は別の人物である。が、シロワニさんとしてはこれを主張する気はなく、「シロワニさんは絵が上手」と言われても構わないらしい。また、「『シロワニさんは絵が上手』と言っている人物をみつけても特には指摘しないように」というようなことも語っている[86][87]。
- COEIROINK運営はMYCOEIROINKに優劣をつけないというポリシーを持っている。COEIROINKのMYCOEページには人気順のような仕組みがなく、そういった仕組みのほうがユーザーフレンドリーだとは理解しつつ、あえてそういった仕組みは設けていない[42]。